# 일본 프로 야구 최우수 중간 계투
일본 프로 야구에서 최우수 중간 계투, 또는 최우수 중간 계투 투수(일본어: 最優秀中継ぎ投手)는 투수 부문 타이틀 중의 하나이다. 정규 시즌을 통해서 홀드 포인트(HP) 수가 가장 많은 선수에게 주어진다.

## 개요
1996년부터 센트럴 리그에서는 릴리프 포인트(RP) 수에 의한 ‘최우수 중간 계투’로서 시상했고 퍼시픽 리그에서는 그전 홀드수에 의한 ‘최다 홀드 투수’로서 시상했다. 2002년부터 센트럴·퍼시픽 리그 모두 타이틀 명칭을 ‘최우수 중간 계투 투수’로 바뀌었고 2005년부터 센트럴·퍼시픽 리그 모두 새로운 홀드+구원 승리에 의해 홀드 포인트 수에 의한 선정으로 통일됐다.

## 역대 수상자

### HP 통일 전(2005년 이전)
| 연도 | 센트럴 리그     | 센트럴 리그         | 센트럴 리그 | 퍼시픽 리그       | 퍼시픽 리그              | 퍼시픽 리그 |
| 연도 | 성명            | 소속                | RP          | 성명              | 소속                     | 홀드        |
| ---- | --------------- | ------------------- | ----------- | ----------------- | ------------------------ | ----------- |
| 1996 | 고노 히로후미   | 요미우리 자이언츠   | 12.45       | 시마자키 다케시   | 닛폰햄 파이터스          | 16          |
| 1997 | 시마다 나오야   | 요코하마 베이스타스 | 24.75       | 하시모토 다케히로 | 세이부 라이온스          | 25          |
| 1998 | 오치아이 에이지 | 주니치 드래건스     | 19.70       | 요시다 슈지       | 후쿠오카 다이에 호크스   | 21          |
| 1999 | 이와세 히토키   | 주니치 드래건스     | 28.15       | 후지이 마사오     | 후쿠오카 다이에 호크스   | 26          |
| 2000 | 이와세 히토키   | 주니치 드래건스     | 26.20       | 후지타 소이치     | 지바 롯데 마린스         | 19          |
| 2001 | 기즈카 아쓰시   | 요코하마 베이스타스 | 28.40       | 요시다 슈지       | 후쿠오카 다이에 호크스   | 19          |
| 2002 | 이시이 히로토시 | 야쿠르트 스왈로스   | 34.60       | 모리 신지         | 세이부 라이온스          | 32          |
| 2003 | 이와세 히토키   | 주니치 드래건스     | 31.15       | 모리 신지         | 세이부 라이온스          | 26          |
| 2004 | 오카모토 신야   | 주니치 드래건스     | 24.80       | 다테야마 요시노리 | 홋카이도 닛폰햄 파이터스 | 13          |

### HP 통일 후(2005년 이후)
| 연도 | 센트럴 리그       | 센트럴 리그            | 센트럴 리그  | 퍼시픽 리그       | 퍼시픽 리그                | 퍼시픽 리그 |
| 연도 | 성명              | 소속                   | HP           | 성명              | 소속                       | HP          |
| ---- | ----------------- | ---------------------- | ------------ | ----------------- | -------------------------- | ----------- |
| 2005 | 후지카와 규지     | 한신 타이거스          | 53(7승 46H)  | 기쿠치하라 쓰요시 | 오릭스 버펄로스            | 36(3승 33H) |
| 2006 | 후지카와 규지     | 한신 타이거스          | 35(5승 30H)  | 다케다 히사시     | 홋카이도 닛폰햄 파이터스   | 45(5승 40H) |
| 2006 | 가토 다케하루     | 요코하마 베이스타스    | 35(8승 27H)  | 다케다 히사시     | 홋카이도 닛폰햄 파이터스   | 45(5승 40H) |
| 2007 | 구보타 도모유키   | 한신 타이거스          | 55(9승 46H)  | 야부타 야스히코   | 지바 롯데 마린스           | 38(4승 34H) |
| 2008 | 구보타 도모유키   | 한신 타이거스          | 37(6승 31H)  | 가와사키 유스케   | 지바 롯데 마린스           | 31(2승 29H) |
| 2009 | 야마구치 데쓰야   | 요미우리 자이언츠      | 44(9승 35H)  | 셋쓰 다다시       | 후쿠오카 소프트뱅크 호크스 | 39(5승 34H) |
| 2010 | 아사오 다쿠야     | 주니치 드래건스        | 59(12승 47H) | 브라이언 팔켄보그 | 후쿠오카 소프트뱅크 호크스 | 42(3승 39H) |
| 2010 | 아사오 다쿠야     | 주니치 드래건스        | 59(12승 47H) | 셋쓰 다다시       | 후쿠오카 소프트뱅크 호크스 | 42(4승 38H) |
| 2011 | 아사오 다쿠야     | 주니치 드래건스        | 52(7승 45H)  | 히라노 요시히사   | 오릭스 버펄로스            | 49(6승 43H) |
| 2012 | 야마구치 데쓰야   | 요미우리 자이언츠      | 47(3승 44H)  | 마스이 히로토시   | 홋카이도 닛폰햄 파이터스   | 50(5승 45H) |
| 2013 | 스캇 매티슨       | 요미우리 자이언츠      | 42(2승 40H)  | 사토 다쓰야       | 오릭스 버펄로스            | 42(2승 40H) |
| 2013 | 야마구치 데쓰야   | 요미우리 자이언츠      | 42(4승 38H)  | 사토 다쓰야       | 오릭스 버펄로스            | 42(2승 40H) |
| 2014 | 후쿠하라 시노부   | 한신 타이거스          | 42(4승 38H)  | 사토 다쓰야       | 오릭스 버펄로스            | 48(6승 42H) |
| 2015 | 후쿠하라 시노부   | 한신 타이거스          | 39(6승 33H)  | 마스다 다쓰시     | 사이타마 세이부 라이온스   | 42(2승 40H) |
| 2016 | 스캇 매티슨       | 요미우리 자이언츠      | 49(8승 41H)  | 미야니시 나오키   | 홋카이도 닛폰햄 파이터스   | 42(3승 39H) |
| 2017 | 구와하라 겐타로   | 한신 타이거스          | 43(4승 39H)  | 이와사키 쇼       | 후쿠오카 소프트뱅크 호크스 | 46(6승 40H) |
| 2017 | 마르코스 마테오   | 한신 타이거스          | 43(7승 36H)  | 이와사키 쇼       | 후쿠오카 소프트뱅크 호크스 | 46(6승 40H) |
| 2018 | 곤도 가즈키       | 도쿄 야쿠르트 스왈로스 | 42(7승 35H)  | 미야니시 나오키   | 홋카이도 닛폰햄 파이터스   | 41(4승 37H) |
| 2019 | 조엘리 로드리게스 | 주니치 드래건스        | 44(3승 41H)  | 미야니시 나오키   | 홋카이도 닛폰햄 파이터스   | 44(1승 43H) |
| 2020 | 시미즈 노보루     | 도쿄 야쿠르트 스왈로스 | 30(0승 30H)  | 리반 모이넬로     | 후쿠오카 소프트뱅크 호크스 | 40(2승 38H) |
| 2020 | 소부에 다이스케   | 주니치 드래건스        | 30(2승 28H)  | 리반 모이넬로     | 후쿠오카 소프트뱅크 호크스 | 40(2승 38H) |
| 2020 | 후쿠 히로토       | 주니치 드래건스        | 30(5승 25H)  | 리반 모이넬로     | 후쿠오카 소프트뱅크 호크스 | 40(2승 38H) |
| 2021 | 시미즈 노보루     | 도쿄 야쿠르트 스왈로스 | 53(3승 50H)  | 호리 미즈키       | 홋카이도 닛폰햄 파이터스   | 45(3승 42H) |
| 2022 | 유아사 아쓰키     | 한신 타이거스          | 45(2승 43H)  | 다이라 가이마     | 사이타마 세이부 라이온스   | 35(1승 34H) |
| 2022 | 야리엘 로드리게스 | 주니치 드래건스        | 45(6승 39H)  | 미즈카미 요시노부 | 사이타마 세이부 라이온스   | 35(4승 31H) |
| 2023 | 시마우치 소타로   | 히로시마 도요 카프     | 42(3승 39H)  | 루이스 페르도모   | 지바 롯데 마린스           | 42(1승 41H) |
| 2024 | 마쓰야마 신야     | 주니치 드래건스        | 43(2승 41H)  | 가와노 류세이     | 홋카이도 닛폰햄 파이터스   | 34(1승 33H) |
| 2024 | 기리시키 다쿠마   | 한신 타이거스          | 43(3승 40H)  | 가와노 류세이     | 홋카이도 닛폰햄 파이터스   | 34(1승 33H) |

- 굵은 글씨는 리그 기록.
- 붉은색 글씨는 NPB 역대 최고 성적

## 연도별 최다 홀드 투수
2005년부터 2023년까지 매년 최다 홀드(구원승 제외)를 올린 투수는 아래와 같다. 최우수 중간 계투 타이틀을 차지한 수상자와 일치하지 않는 경우도 있다.(아래 표에서 파란색으로 표시된 부분은 타이틀로 인정받지 않은 예)
| 연도 | 센트럴 리그       | 센트럴 리그            | 센트럴 리그 | 퍼시픽 리그       | 퍼시픽 리그                | 퍼시픽 리그 |
| 연도 | 성명              | 소속                   | 홀드        | 성명              | 소속                       | 홀드        |
| ---- | ----------------- | ---------------------- | ----------- | ----------------- | -------------------------- | ----------- |
| 2005 | 후지카와 규지     | 한신 타이거스          | 46          | 기쿠치하라 쓰요시 | 오릭스 버펄로스            | 33          |
| 2006 | 후지카와 규지     | 한신 타이거스          | 30          | 다케다 히사시     | 홋카이도 닛폰햄 파이터스   | 40          |
| 2007 | 구보타 도모유키   | 한신 타이거스          | 46          | 야부타 야스히코   | 지바 롯데 마린스           | 34          |
| 2008 | 구보타 도모유키   | 한신 타이거스          | 31          | 가와사키 유스케   | 지바 롯데 마린스           | 29          |
| 2009 | 야마구치 데쓰야   | 요미우리 자이언츠      | 35          | 셋쓰 다다시       | 후쿠오카 소프트뱅크 호크스 | 34          |
| 2009 | 마이크 슐츠       | 히로시마 도요 카프     | 35          | 셋쓰 다다시       | 후쿠오카 소프트뱅크 호크스 | 34          |
| 2010 | 아사오 다쿠야     | 주니치 드래건스        | 47          | 브라이언 팔켄보그 | 후쿠오카 소프트뱅크 호크스 | 39          |
| 2011 | 아사오 다쿠야     | 주니치 드래건스        | 45          | 히라노 요시히사   | 오릭스 버펄로스            | 39          |
| 2012 | 야마구치 데쓰야   | 요미우리 자이언츠      | 44          | 마스이 히로토시   | 홋카이도 닛폰햄 파이터스   | 45          |
| 2013 | 스캇 매티슨       | 요미우리 자이언츠      | 40          | 사토 다쓰야       | 오릭스 버펄로스            | 40          |
| 2014 | 후쿠하라 시노부   | 한신 타이거스          | 38          | 이가라시 료타     | 후쿠오카 소프트뱅크 호크스 | 44          |
| 2015 | 로건 온드루식     | 도쿄 야쿠르트 스왈로스 | 33          | 마스다 다쓰시     | 사이타마 세이부 라이온스   | 40          |
| 2015 | 후쿠하라 시노부   | 한신 타이거스          | 33          | 마스다 다쓰시     | 사이타마 세이부 라이온스   | 40          |
| 2016 | 스캇 매티슨       | 요미우리 자이언츠      | 41          | 미야니시 나오키   | 홋카이도 닛폰햄 파이터스   | 39          |
| 2017 | 구와하라 겐타로   | 한신 타이거스          | 40          | 이와사키 쇼       | 후쿠오카 소프트뱅크 호크스 | 40          |
| 2018 | 곤도 가즈키       | 도쿄 야쿠르트 스왈로스 | 35          | 미야니시 나오키   | 홋카이도 닛폰햄 파이터스   | 37          |
| 2019 | 조엘리 로드리게스 | 주니치 드래건스        | 41          | 미야니시 나오키   | 홋카이도 닛폰햄 파이터스   | 43          |
| 2020 | 시미즈 노보루     | 도쿄 야쿠르트 스왈로스 | 30          | 리반 모이넬로     | 후쿠오카 소프트뱅크 호크스 | 38          |
| 2021 | 시미즈 노보루     | 도쿄 야쿠르트 스왈로스 | 50          | 호리 미즈키       | 홋카이도 닛폰햄 파이터스   | 39          |
| 2022 | 유아사 아쓰키     | 한신 타이거스          | 43          | 다이라 가이마     | 사이타마 세이부 라이온스   | 34          |
| 2023 | 시마우치 소타로   | 히로시마 도요 카프     | 39          | 루이스 페르도모   | 지바 롯데 마린스           | 41          |
| 2024 | 마쓰야마 신야     | 주니치 드래건스        | 41          | 가와노 류세이     | 홋카이도 닛폰햄 파이터스   | 33          |

## 주요 기록

### 최다 수상자
| 선수            | 횟 수 | 연도             |
| --------------- | ----- | ---------------- |
| 이와세 히토키   | 3     | 1999, 2000, 2003 |
| 야마구치 데쓰야 | 3     | 2009, 2012, 2013 |
| 미야니시 나오키 | 3     | 2016, 2018, 2019 |

### 그 외의 기록
- 홀드에 관한 기록
  - 센트럴 리그 최다 홀드 : 50홀드 → 시미즈 노보루(2021년)
  - 퍼시픽 리그 최다 홀드 : 45홀드 → 마스이 히로토시(2012년)
  - 센트럴 리그 최소 홀드 : 25홀드 → 후쿠 히로토(2020년)
  - 퍼시픽 리그 최소 홀드 : 29홀드 → 가와사키 유스케(2008년)[41]
- 홀드 포인트에 관한 기록
  - 센트럴 리그 최다 홀드 포인트 : 59HP → 아사오 다쿠야(2010년)
  - 퍼시픽 리그 최다 홀드 포인트 : 50HP → 마스이 히로토시(2012년)
  - 센트럴 리그 최소 홀드 포인트 : 30HP → 시미즈 노보루, 소부에 다이스케, 후쿠 히로토(2020년)
  - 퍼시픽 리그 최소 홀드 포인트 : 31HP → 가와사키 유스케(2008년)

## 같이 보기
- 구원 투수
- 홀드 (야구)